# 1393
Năm 1393 là một năm trong lịch Julius.